# لس بروتون
لس بروتون (انگلیسی: Les Bruton; ۱ آوریل ۱۹۰۳ – ۲ آوریل ۱۹۸۹) بازیکن فوتبال اهل بریتانیا بود.
از باشگاه‌هایی که در آن بازی کرده‌است می‌توان به باشگاه فوتبال بلکبرن روورز، باشگاه فوتبال لیورپول، و باشگاه فوتبال ساوت‌همپتون اشاره کرد.